# 蒙塔内霍斯
蒙塔内霍斯，是西班牙瓦伦西亚自治区卡斯特利翁省的一个市镇。总面积38平方公里，总人口414人（2001年），人口密度11人/平方公里。